# Campeonato Nacional de Monserrate
O Montserrat Championship, é a principal divisão do futebol de Monserrate, sendo uma entidade jovem ainda ligada a Fifa, a Montserrat Football Association, promove o campeonato desde 1995-1996, porém, após a primeira competição, chegou a ficar paralisada por três anos, voltou de 2000 até 2004, de 2005 a 2015 a liga foi novamente interrompida, voltando a ser realizada em 2016.

## Campeões
- 1974: Royal Montserrat Police Force
- 1975: Bata Falcons
- 1995-1996: Royal Montserrat Police Force
- 1996-1997: cancelado
- 1998-1999: não houve campeonato
- 2000: Royal Montserrat Police Force
- 2001: Royal Montserrat Police Force
- 2002-2003 : Royal Montserrat Police Force
- 2004: Ideal Sports Club
- 2005-2015: não houve campeonato
- 2016: Royal Montserrat Police Force
- 2017: Desconhecido
- 2018: Desconhecido

## Artilheiros
| Ano     | Goleador       | Time                          | Gols |
| 2001    | Ottley Laborde | Royal Montserrat Police Force | 21   |
| 2002/03 | Ottley Laborde | Royal Montserrat Police Force | 8    |